# ميدوزات فنجانية
الميدوزات الفنجانية (الاسم العلمي: Scyphomedusae) هي صنف من الحيوانات تتبع الطائفة الفنجانيات.

## التصنيف
- جذريات الفم
  - الكسيوبية
    - الكسيوبيا